# ATP Firenze 1975
L'ATP Firenze 1975 è stato un torneo di tennis giocato sulla terra rossa. È stata la 3ª edizione dell'ATP Firenze che fa parte del Commercial Union Assurance Grand Prix 1975. Si è giocato a Firenze in Italia dal 6 al 13 maggio 1975, con la finale disputata di martedì per via delle avverse condizioni meteorologiche.

## Campioni

### Singolare
Paolo Bertolucci ha battuto in finale  Georges Goven con il punteggio di 6–3, 6–4

### Doppio
- Doppio non disputato